# Trivellona suavis
Trivellona suavis is een slakkensoort uit de familie van de Triviidae. De wetenschappelijke naam van de soort is voor het eerst geldig gepubliceerd in 1931 door Schilder.